# Lányi Szabolcs
Lányi Szabolcs (Görgényszentimre, 1946. február 18. –) vegyészmérnök, egyetemi tanár.

## Életútja
1968-ban végezte a Bukaresti Műszaki Egyetemet, és mint évfolyamelsőt felvették  tanársegédnek ugyanoda a vegyészmérnöki karra, a szervetlen kémiai technológia és környezetvédelmi tanszékre. 1982-ben doktorált.
Alapító tagja a Romániai Magyar Demokrata Szövetségnek.
Az 1989-es változatok után egyetemi tevékenysége mellett a környezetvédelmi és iparügyi szaktárcának miniszteri főtanácsosa, 1996 és 1999 között államtitkár, majd az Országos Tudományos és Technológiai Ügynökség elnöke.
A 2000-es évek kezdetén családjával Csíkszeredába költözött, és egyik fő mozgatórugója lett a Sapientia Erdélyi Magyar Tudományegyetem csíkszeredai kara létrehozásának, ahol azután alapító dékán, majd tanszékvezető egyetemi tanár, kutatásvezető, doktorátusvezető. 2016 óta az egyetem  professor emeritusa.

## Munkássága
Több mint 250 szakcikket közölt, emellett több mint 80 műszaki termék fűződik nevéhez – ezek között hét nemzetközi díjat nyert szabadalmaztatott eljárás. Országos szinten 18 versenypályázaton nyertes kutatási tervben vett részt kutatásvezetőként. Székelyföldi vállalkozásokat is bevont a tudományos kutatási munkába.
Nevéhez kötődik a Sapientia EMTE keretében működő Biokémiai és Biotechnológiai Kutatóközpont (BIBIRC) 2006-os alapítása és működtetése, emellett 2014-ben az első független biotechnológiai és biokémiai kutatóintézet (CEBIO) létrehozása Csíksomlyón.

## Díjai
- Székelyföldi Orbán Balázs-díj, 2015